# バンドブレーキ

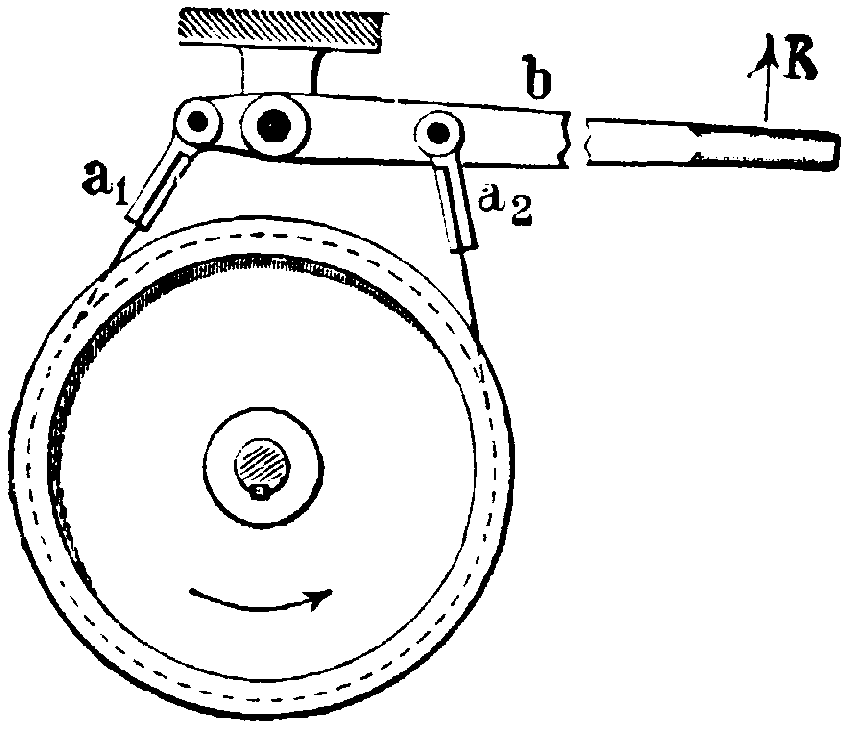
レバーbをRで上に引き上げることにより、a1、a2につながれたバンドに張力が発生し、摩擦で制動する

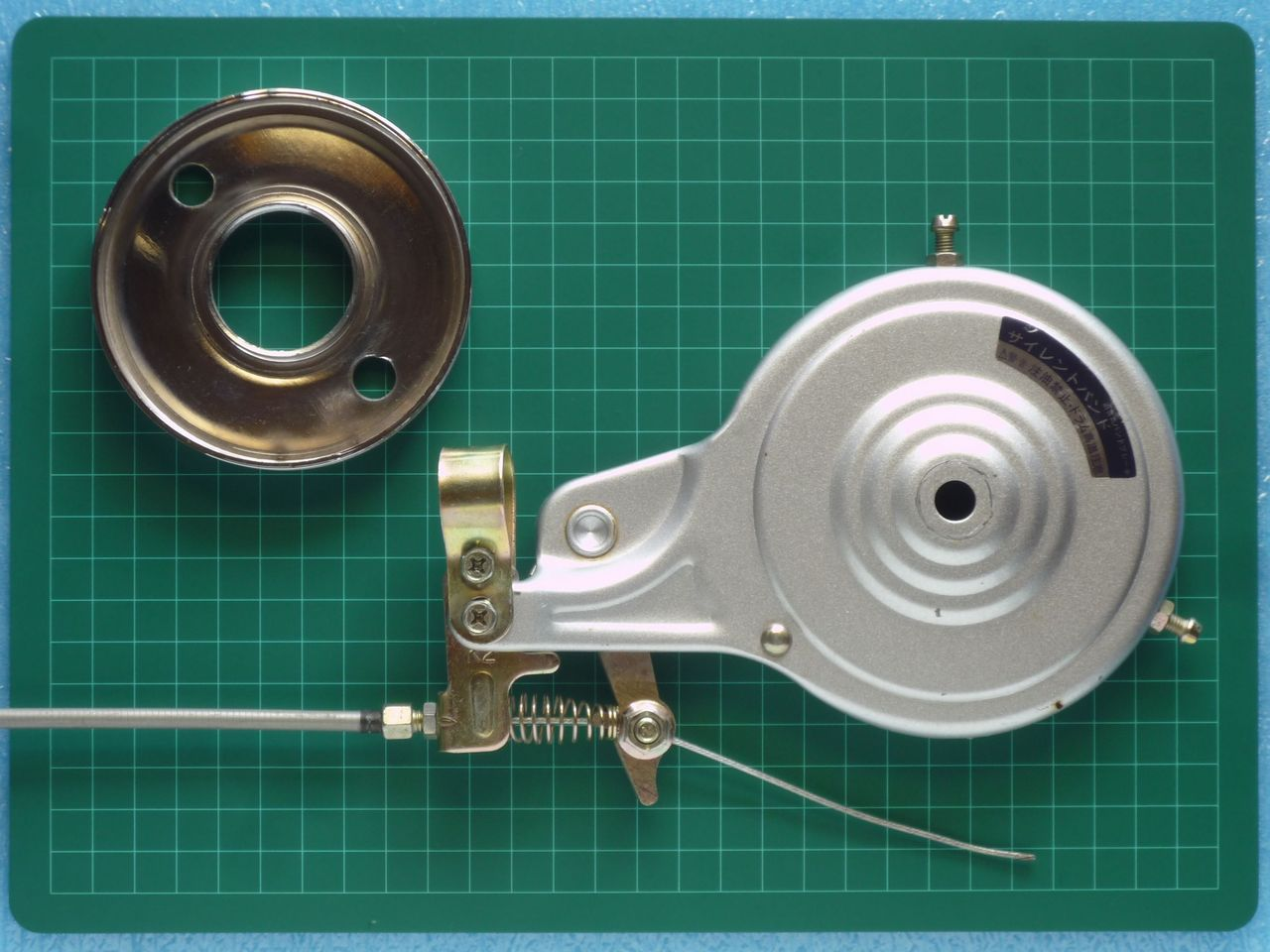
唐沢製作所製バンドブレーキの表面（左の銀色の円盤がブレーキドラム）

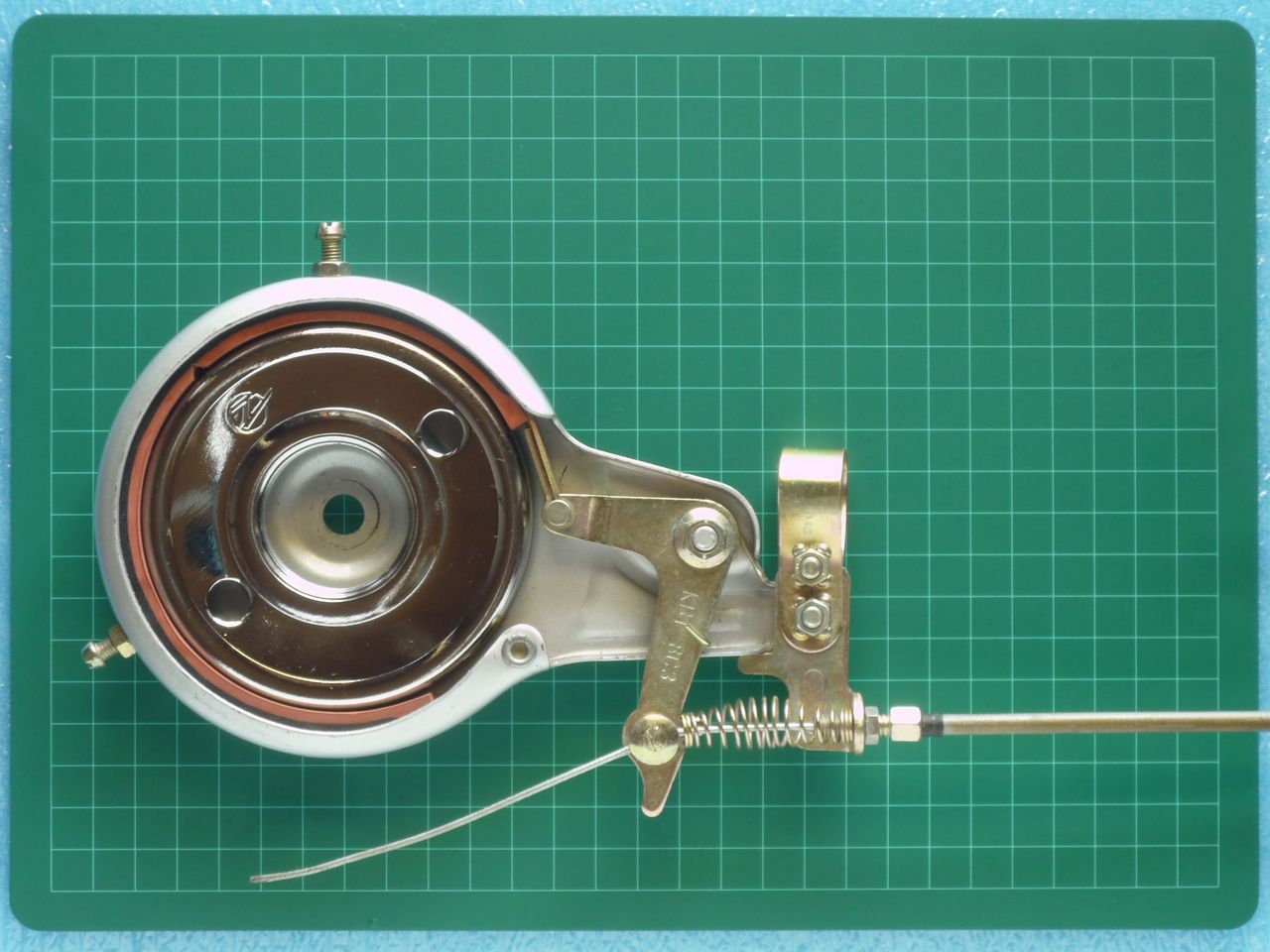
裏面

バンドブレーキ (band brake) は、円筒形の回転体の外周を帯状の摩擦材で締め付ける形式のブレーキである。帯ブレーキともいわれ、各種の産業機械や一部の自動車用自動変速機などにも使われている。
以下、本記事では自転車の後輪に使用されるバンドブレーキについて述べる。

## 概要
自転車用のバンドブレーキは1928年（昭和3年）に日本の唐沢製作所が開発し特許も取得した。。
ドラムブレーキの一種であり、車輪のハブにねじ込まれた円筒形のブレーキドラムを、薄い鋼鉄製の帯に摩擦材を貼り付けたバンドが囲む構造になっている。ドラムには2つないし4つの穴が開いており、車輪に付け外しする際にこの穴に専用工具を引っ掛けて回す。キャリパーブレーキなどと異なりブレーキバンドのみの交換はできないため、摩耗した場合はブレーキユニットそのものを交換する。
ブレーキバンドおよびバンドを締め上げる機構は鋼板製のパネルに組み込まれており、これがブレーキシステムを覆い隠すカバーを兼ねている。ただし防水構造ではなく裏面はほとんど露出しており、一度水が入り込むと摩擦係数が落ちて著しく制動力が低下し、水がなかなか抜けない欠点がある。内拡式ドラムブレーキと比べると構造が単純で軽い利点があるが、自転車用ブレーキとしては重たく複雑な構造の部類になる。
ブレーキレバーを引くとブレーキインナーワイヤーに引っ張られたブレーキバンドがドラムに巻き付くように締まり、車輪にブレーキがかかる。自己増力作用（いわゆるセルフサーボ）を持つため、前進方向への制動力はかなり強力であるが、後退方向へは自己倍力作用は働かないため、弱い。
ブレーキレバーからブレーキ本体までのリンケージは任意のものが使用できるが、安価であることが特徴であることから、通常は油圧などの高価につくメカニズムが使用されることは無い。かつてはロッド式リムブレーキと同様のロッド・リンク機構で作動させた時代もあったが、ケーブルのようには曲げられず取り回しが悪いため、廃れた。現代ではもっぱら、他のブレーキと同様のブレーキケーブル（ブレーキワイヤー）が使われている。
前述のとおりキャリパーブレーキより制動力が非常に高い利点がある。そのため、子供の握力で簡単にタイヤをロックさせることが出来る。

## 普及
先述の通りこのブレーキは日本企業によって開発されたもので、もともとは英国式ロードスターを実用車に発展させる際、重量物を載せたりリヤカーを牽引するなど重負荷に対応できる強力型ブレーキとして使用され始め、実用車の派生車である軽快車・シティサイクルにもそのまま使用されてきたという経緯がある。このため、日本の実用向け自転車では長年後輪ブレーキのスタンダードであった。一方、日本式の自転車が普及していない国ではほとんど見かけることはなく、法律上後輪ブレーキ装着が義務付けられていないヨーロッパの実用車ではそもそも後輪ブレーキが装備されていないものが多い。
バンドブレーキは経年により、ブレーキング時に特有のキーキー音が出る欠点がある。これは使ううちにブレーキバンドに金属粉が付着し、極端に高くなった摩擦力に耐え切れずにブレーキバンドが激しく振動することで発生するもので、ブレーキバンドが張力のみで支持されるという構造に起因する欠点であり、メンテナンスでは解決できない。後に現われたサーボブレーキやローラーブレーキはこのような欠点がなく、それらの普及以後はシティサイクル・子供車のうち特に低価格なものにのみ使用されるようになった。
キーキー音がしても制動力に大きな問題が発生するわけではないが、一般的には忌避される騒音であるため、他のブレーキに付け替えたり、他のブレーキの付いた自転車を推奨する自転車店もある。サーボブレーキはバンドブレーキからそのまま交換可能である。

## 禁止事項
ブレーキドラムへの注油は絶対にしてはならない。バンドブレーキ貼付のシールにも記されている。制動力が極度に落ち、場合によってはバンドから摩擦材が剥がれ落ちる可能性も出てくるためである。

## 健康への懸念
過去には発熱対策として摩擦材に石綿を含むものもあったが、石綿の毒性が知られると国内ではセラミックに置き換えられ、使用されなくなった。しかし2005年(平成17年)に、国内ブレーキメーカーが中国で操業する工場で生産したバンドブレーキの摩擦材に石綿が含まれていることがわかり、社団法人自転車協会や財団法人自転車産業振興協会の調査では健康上の問題はないとされたが、その多くが子供用自転車に使われていたこともあって社会問題となった。同社製や他の中国製バンドブレーキを採用していた自転車メーカーでは対応に追われた。この際、回収などの対策から漏れた物や、古い製品には石綿が含まれている可能性がある。なお、サーボブレーキにも同様にアスベスト含有製品があった。

## 自転車以外の用途
車椅子に使用されることがある。
特殊な用途としては、明治から昭和初期にかけて信越本線横川駅 - 軽井沢駅間のラック式鉄道において、歯車車用の非常ブレーキとして使われていた。